# Fotografisch Museum
Het Fotografisch Museum was een museale fotografische collectie, die als een fotografische afdeling van 1912 tot circa 1921 was gevestigd in het Museum van Kunstnijverheid in Haarlem.
Deze collectie werd aangelegd door een in 1912 opgericht comité onder leiding van voorzitter Eduard August von Saher, directeur van het Museum van Kunstnijverheid, op initiatief van een groep fotografen onder wie Adriaan Boer, verenigd in de NCvFK, de Nederlandsche Club voor Fotokunst.   Het museum vond een onderkomen in het Museum van Kunstnijverheid in Paviljoen Welgelegen. Dit museum, gehuisvest in Paviljoen Welgelegen, zou bovendien een foto-opleiding gaan starten aan de bijbehorende School voor Bouwkunde, Versierende Kunsten en Kunstambachten, met Adriaan Boer als docent. Dit plan kwam echter niet van de grond doordat de financiers zich terugtrokken.

## Comité
De directeur van het Museum van Kunstnijverheid, E.A. von Saher, was meteen enthousiast over het voornemen een fotografische verzameling op te zetten. In 1912 werd een comité samengesteld om de plannen vorm te geven, met Von Saher als voorzitter. Andere leden waren B.J.V. van Hees (vicevoorzitter), Ernst A. Loeb (secretaris) en de commissarissen Johan Huijsen, Berend Zweers en Adriaan Boer. Dit geheel, aangevuld met nog enkelen leden, werd een vereniging met de naam 'Vereeniging tot vorming eener collectie fotografiën in het Museum van Kunstnijverheid te Haarlem'.
Het Haarlems initiatief  was niet het eerste in Nederland. In 1910 had de Nederlandsche Amateur Fotografen Vereeniging op instigatie van A. van Dijk al gepoogd een fotografisch museum op te richten. Hiertoe werd een 'Commissie van Beheer van het Fotografisch Museum' benoemd en de collectie zou voornamelijk via schenkingen tot stand komen. De museumcollectie is nooit buiten de muren van het verenigingsgebouw getoond. 

## Collectie
De bedoeling van het Haarlemse initiatief was het opzetten van een fotografische afdeling in een bestaand museum. Het doel was te komen tot de vorming van een collectie 'fotografiën van historische en artistieke beteekenis' uit binnen- en buitenland. Men begon met de vorming van een verzameling contemporaine artistieke foto’s, maar al snel werd besloten de collectie aan te vullen met producten die de technische evolutie van de fotografie zouden illustreren, zoals daguerreotypieën, pannotypieën en ferrotypieën. 
De doelstelling van het museum was niet alleen verzamelen en documenteren maar bovendien, zo hoopte men, een bijdrage te leveren aan de verdere ontwikkeling van de fotografie als artistiek ambacht. Er werden aankopen gedaan en schenkingen ontvangen. Contacten met het buitenland leverden toezeggingen op van toentertijd bekende fotografen als Henry Peach Robinson, de Duitser Rudolf Dührkoop en de Belg Léonard Missone. Als in sommige gevallen geen originele drukken te krijgen waren, verzamelde men heliogravures zoals van het werk van de Engelse schilder en fotograaf David Octavius Hill.
Nieuws over het nieuwe museum werd onder meer bekendgemaakt in het tijdschrift Focus, waarvan de redacteur tevens penningmeester was van de vereniging. Ook deed Boer in de tijdschriften De Camera, Focus en Lux regelmatig een oproep voor een kleine bijdrage van de lezers.

## Tentoonstellingen
In aanloop naar een permanente opstelling werden in 1912 en 1913 tentoonstellingen van het verzamelde materiaal georganiseerd in Paviljoen Welgelegen. Op de eerste werd recent werk getoond van Nederlandse fotografen, onder wie ook enkele leden van de vereniging, zoals Boer, Van Hees, Huijsen, Loeb en Zweers. De tentoonstelling in 1913 toonde vooral werk van Engelse fotografen, zoals Hill en Craig Annan en van de Duitse fotograaf Dührkoop.   In februari 1914 werd de eerste overzichtstentoonstelling van de tot dan toe bijeengebrachte collectie georganiseerd met kunstfoto’s, daguerreotypieën, oude albumportretten en stereofoto's. Na de Eerste Wereldoorlog kwam het museum niet meer op gang ondanks enkele pogingen van Adriaan Boer; van de opgeborgen collectie bleek een deel te zijn verdwenen. Het restant van de verzameling foto’s kwam veel later in handen van de Nederlandsche Amateur Fotografen Vereeniging die de 1140 foto's in 1953 schonk aan het Leidse Prentenkabinet, onderdeel van de Universiteitsbibliotheek Leiden.
In 1926 sloot het Museum voor Kunstnijverheid zijn deuren, in 1935 volgde de officiële opheffing van het museum. Onduidelijk is of de fotocollectie er tot die tijd heeft gelegen. 